# 杉村憲司
杉村 憲司（すぎむら けんじ、7月2日 - ）は、日本の男性声優。福井県出身。大沢事務所所属。妻は声優の坂井恭子。

## 来歴
2025年2月28日、同年3月31日付でオフィスPACが事業停止することに伴い、大沢事務所に移籍。

## 人物
特技はバドミントン。

## 出演
太字はメインキャラクター。

### テレビアニメ
2009年
- 機動戦士ガンダム00（巡洋艦クルー）
- 鉄のラインバレル（アルマ部隊隊長）
- 屍姫 玄（僧兵、東生派僧正、監査官、男）
- 鋼の錬金術師 FULLMETAL ALCHEMIST（憲兵D、教団員C、村人B、兵士、男C）

2010年
- 四畳半神話大系（男C、怪人）

2011年
- UN-GO（マニアの若者）
- ウルヴァリン（マドリプールの住人）
- 銀魂'（ヤクザB、手下B、テロリスト）
- デッドマン・ワンダーランド（美々の父、看守）

2012年
- アクエリオンEVOL（部下）
- 機動戦士ガンダムAGE（オディオ・ブラン、ネッド・カーン、ザラム兵、ヴェイガン参謀、ヴェイガン管制官 他）
- バトルスピリッツ ソードアイズ（2012年 - 2013年、青のバトラー、青のスティンガー、紫スティンガー、白スティンガーA、ビゼン 他） - 2シリーズ
- めだかボックス アブノーマル（鶴御崎山海）

2013年
- AKB0048 next stage（研究員）

2014年
- 山賊の娘ローニャ（ストゥルカス）

2015年
- 牙狼 -紅蓮ノ月-（安武信太丸）
- ルパン三世 PART IV（エージェントB）

2016年
- 機動戦士ガンダムUC RE:0096（ウタルデ）
- ハイキュー!! シリーズ（2016年 - 2020年、鳥野生徒A、得点係、斉藤明） - 2シリーズ

2017年
- GRANBLUE FANTASY The Animation（帝国兵D、狩人）
- スナックワールド（ペペロン）
- 将国のアルタイル（市民E）

2018年
- ルパン三世 PART5（軍人A）
- おしりたんてい（2018年 - 2023年、くびふとし、カニゾウ、つばめぐみ兄弟子）
- イナズマイレブン アレスの天秤（2018年 - 2019年、黒部立樹、段哲夫、ヒソカ・マソカ） - 2シリーズ

2020年
- 映像研には手を出すな!（写本筆写研究部部長）
- ちはやふる3（幸田美男）
- 恋とプロデューサー〜EVOL×LOVE〜（番組担当者）
- 100万の命の上に俺は立っている（2020年 - 2021年、担任、村人、新堂兄、教徒、商人 他） - 2シリーズ
- 呪術廻戦（高木）

2021年
- ドラゴンクエスト ダイの大冒険 (2020)（ボラホーン）

2022年
- 平家物語（びわの父）

2023年
- 暴食のベルセルク（ハド・ブレリック）
- B-PROJECT〜熱烈*ラブコール〜（桜田春樹）

2024年
- 烏は主を選ばない（初音の男）

2025年
- LAZARUS ラザロ（取り立て屋1）
- ユア・フォルマ（アキム）

### 劇場アニメ
- スナックワールド（2015年、ペペロン[16]）
- 劇場版 はいからさんが通る（2017年 - 2018年、辺面岩男） - 前後編
- 映画 おしりたんてい シリーズ（2019年 - 2025年、くびふとし） - 6作品[一覧 5]
- きみと、波にのれたら（2019年、小隊長）

### OVA
- 機動戦士ガンダムUC（2010年、ウタルデ）
- 機動戦士ガンダム THE ORIGIN（2016年、教官、ベルクマン） - 2019年に再編集作品『THE ORIGIN 前夜 赤い彗星』テレビ放送

### ゲーム
2010年代
- タイムトラベラーズ（2012年）
- グランブルーファンタジー（2014年 - 2023年、エージェント、ガレヲン〈竜〉）
- ディアブロ III（2014年）
- レゴ スター・ウォーズ/フォースの覚醒（2016年、フィン）
- GOD WARS 〜時をこえて〜（2017年、カツラギ）
- スナックワールド トレジャラーズ（2017年、ペペロン）
- 妖怪ウォッチ ぷにぷに（2018年、ペペロン）

2020年代
- モンスターハンター ライダーズ（2020年、エリオン、ダライアス）
- ファイナルファンタジーVII リメイク（2020年）
- Far Cry 6（2021年）
- レゴ スター・ウォーズ：スカイウォーカー・サーガ（2022年、フィン）
- タクティクスオウガ リボーン（2022年）
- インフィニティ ストラッシュ ドラゴンクエスト ダイの大冒険（2023年、ボラホーン）
- 呪術廻戦 戦華双乱（2024年）

### 吹き替え

#### 担当俳優
エドウィン・ホッジ
- トゥモロー・ウォー（ドリアン）
- パージ（ストレンジャー）
- パージ:大統領令（ダンテ・ビショップ）
- バンブルビー（エージェント・ベル）

オルディス・ホッジ
- あの夜、マイアミで（ジム・ブラウン）
- ドリーム（レヴィ・ジャクソン）
- ブラックアダム（カーター・ホール / ホークマン）
- レバレッジ 〜詐欺師たちの流儀（アレックス・ハーディソン）

グレッグ・ターザン・デイヴィス
- トップガン マーヴェリック（コヨーテ）
- ミッション:インポッシブルシリーズ（ドガ）
  - ミッション:インポッシブル/デッドレコニング PART ONE
  - ミッション:インポッシブル/ファイナル・レコニング

ジョン・ボイエガ
- スター・ウォーズシリーズ（フィン）
  - スター・ウォーズ/フォースの覚醒
  - スター・ウォーズ/最後のジェダイ
  - スター・ウォーズ/スカイウォーカーの夜明け

- ゼイ・クローン・タイローン/俺たちクローン（フォンテーン）
- デトロイト（メルヴィン・ディスミュークス）

ブライアン・タイリー・ヘンリー
- ドープ・シーフ（レイ）
- その道の向こうに（ジェームズ）
- チャイルド・プレイ（マイク）

マイケル・B・ジョーダン
- ウィズアウト・リモース（ジョン・ケリー）
- 美しきアメリカ大陸（ナレーション）
- クリードシリーズ（アドニス・クリード）
  - クリード チャンプを継ぐ男
  - クリード 炎の宿敵
  - クリード 過去の逆襲

- 黒い司法 0%からの奇跡（ブライアン・スティーブンソン）
- スペース・プレイヤーズ（本人）
- レイジング・ディオン（マーク）

#### 映画
- アート・オブ・ウォー（ニール・ショー〈ウェズリー・スナイプス〉）※Netflix版
- アイ・アム・レジェンド（検問兵士）※テレビ朝日版
- アイム・ユア・ウーマン（カル〈アリンゼ・ケニ〉）
- アヴァロン 千年の恋
- アザー・ワン: ボブ・ウェアの数奇な物語（ビル・クロイツマン）
- アタック・ザ・ブロック（ハイハッツ〈ジャメイン・ハンター〉）
- あの日の指輪を待つきみへ（ピーター・エッティ〈アラン・ホウコ〉）
- アンカット・ダイヤモンド（ケビン・ガーネット〈本人〉）
- アンダーワールド ビギンズ（ヤノシュ）
- 五日物語 -3つの王国と3人の女-
- イメージ・オブ・ユー（ニック〈パーカー・ヤング〉）
- インジャスティス 〜法と正義の間で〜（ニック・テイラー）
- インフェクテッドZ（ノックス大佐〈クライヴ・スタンデン〉）
- ウォール・ストリート
- 裏切りの報酬（ケトナー）
- 運命の元カレ
- エアベンダー
- 栄光のランナー/1936ベルリン（ジェシー・オーエンス〈ステファン・ジェームス〉）
- エクスペンダブルズ
- F1/エフワン（ドッジ・ダウダ〈アブダル・サリス〉[33]）
- エルム街の悪夢
- オフロでGO!!!!! タイムマシンはジェット式
- 俺たちの街（チョン・ヨンボ）
- 彼女の面影（ショーン〈ジェイ・エリス〉）
- ガリー（グレッグ〈ジョナサン・メジャース〉）
- 奇跡をつむぐ夜（エド・シュミット〈アラン・リッチソン〉[34]）
- キット・キトリッジ アメリカン・ガール・ミステリー（ドク）
- 宮廷画家ゴヤは見た
- キューブ・レッド
- キングコング:髑髏島の巨神（ヒューストン・ブルックス〈コーリー・ホーキンズ〉[35]）
- クラーケン・フィールド（アイク）
- グリーン・ホーネット（バイクの男）
- クリスマスを駆けぬけて（エディ〈クリス・“リュダクリス”・ブリッジス〉）
- クレイジー・ハート
- グレタ GRETA
- THE GUILTY/ギルティ（ヘンリー〈ピーター・サースガード〉）
- ゲッタウェイ 2009（フランク）
- 獣の棲む家
- サバイバル・ドライブ（クリスチャン・ロートン〈テディ・シアーズ〉）
- 三銃士/王妃の首飾りとダ・ヴィンチの飛行船 ※テレビ朝日版
- G.I.ジョー バック2リベンジ（システム士官）
- 幸せの教室（デイヴ・マック）
- 幸せのちから（ディーン）※日本テレビ版
- 6アンダーグラウンド（セブン〈コーリー・ホーキンズ〉）
- ジャスティン・ビーバー ネヴァー・セイ・ネヴァー ディレクターズ・カット
- ジャンパー ※テレビ朝日版
- 13時間 ベンガジの秘密の兵士（ジョン・タイジェン〈ドミニク・フムザ〉）
- ショコラ 〜君がいて、僕がいる〜（ショコラ〈オマール・シー〉）
- スター・オブ・ソルジャー
- スター・トレック イントゥ・ダークネス（カップケーキ〈ジェイソン・マシュー・スミス〉）
- スティーヴ・オースティン S.W.A.T.（タリアフェロ）
- ステイ・フレンズ
- セックス・イズ・ゼロ2（ギジュ）
- ダークナイト ライジング（同僚警官）
- ダーティハリー2（強盗） ※追加録音版
- 007 慰めの報酬（財務省エージェント）※BSジャパン版
- チェ 39歳 別れの手紙（モイサス）
- TEKKEN -鉄拳-（レイヴン）
- デビル・インサイド
- トランスフォーマー/ロストエイジ（サングラス1）
- トランスフォーマー/最後の騎士王（ジミー）
- ニード・フォー・スピード（ベニー〈スコット・メスカディ〉）
- ハート・ロッカー
- パイレーツ：失われた王家の秘宝（ムチ〈カン・ハヌル〉）
- バッド・シード（ルド〈ユースーフ・ヴァーグ〉）
- バトル・オブ・バミューダトライアングル（トリップ・オリヴァー〈トレヴァー・ドノヴァン〉）
- バビロンZ
- ハリエット（ウィリアム・スティル〈レスリー・オドム・Jr〉）
- ハリー・ポッターと謎のプリンス
- 遥か群衆を離れて
- ハンガー・ゲーム（スレッシュ）
- 深い谷の間に（J.D.〈ショペ・ディリス（英語版）〉）
- 武器人間（ビル）
- ビッグママ・ハウス3（スクラッチ）
- ビバリーヒルズ・チワワ2
- Fair Play/フェアプレー（アルジュン〈シア・アリプア〉）
- フィフス・エレメント ※BD版
- フェイク・フィアンセ（ベン）
- フライペーパー! 史上最低の銀行強盗（ダリアン〈メキ・ファイファー〉）
- ブルーズド ～打ちのめされても～（イマキュレート〈シャミア・アンダーソン〉）
- プレイヤーズ:本気の恋、始めます!（アダム〈デイモン・ウェイアンズ・Jr〉）
- プレデターズ（グリーブス）
- ボーン・レガシー
- マーベル・シネマティック・ユニバース
  - マイティ・ソー（無線）
  - キャプテン・アメリカ/ザ・ファースト・アベンジャー（士官）
  - アベンジャーズ（右下男性）
  - アイアンマン3（SS1）
  - マイティ・ソー/ダーク・ワールド（男子生徒）
  - シビル・ウォー/キャプテン・アメリカ
- M:i:III ※フジテレビ版
- ミュータント・タートルズ（ハーリー）
- 雷神
- ライズ～コートに輝いた希望（チャールズ・アデトクンボ〈ダヨ・オケニー〉）
- レイダース 失われた魔宮と最後の王国（ホングル）
- 恋愛ルーキーズ（レッシャー〈マイケル・クラーク・ダンカン〉）
- ローガン・ラッキー（クライド・ローガン〈アダム・ドライバー〉）
- ワイヤー・イン・ザ・ブラッド（ダリアス）

#### ドラマ
- ALCATRAZ/アルカトラズ（エドワード・ピンキー・エイムズ）
- ALPHAS/アルファズ
- ARROW/アロー（ルーカス・ヒルトン刑事〈ロジャー・クロス〉）
- ER XV 緊急救命室 #16（ジャクソン〈ハラン・ジャクソン〉）
- ヴァンパイア・ダイアリーズ（タイラー・ロックウット〈マイケル・トレヴィーノ〉）
- ヴェロニカ・マーズ（ヘクター）
- 神々の晩餐 -シアワセのレシピ-（キム・ドユン〈イ・サンウ〉）
- 奇皇后 〜ふたつの愛 涙の誓い〜（タルタル）
- キスは背伸びして（ショエン〈ディーン・ウー〉）
- ギャング・オブ・ロンドン（エリオット・フィンチ〈ショペ・ディリス〉[36]）
- グッド・ワイフ（ケニー・チャタラム〈スペンサー・トリート・クラーク〉、ブレイク）
- 救命医ハンク セレブ診療ファイル（アントワン）
- クリミナル・マインド FBI行動分析課（ジャンキー）
- クリミナル・マインド 特命捜査班レッドセル
- KING兄弟（メイソン〈ジーノ・セガーズ〉）
- ゴースト 〜天国からのささやき
- 恋するメゾン。〜Rainbow Rose〜
- 荒野のピンカートン探偵社（ジョン・ベル）
- サバイバー: 宿命の大統領（マイク・リッター〈ラモニカ・ギャレット〉）
- ザ・パシフィック
- THE LAWYER ～復讐の天秤～（フランク・ノードリング〈アレクサンダー・カリム〉[37]）
- シークレット・アイドル ハンナ・モンタナ
- SHERLOCK（シャーロック）2
- 宿敵 因縁のハットフィールド&マッコイ（トルバート・マッコイ）
- 新ビバリーヒルズ青春白書2（テディ・モンゴメリー〈トレヴァー・ドノヴァン〉）
- スポットライト（イニョン）
- ダメージ3
- THIS IS US/ディス・イズ・アス（ランダル・ピアソン〈スターリング・K・ブラウン〉）
- ディフェンダーズ 闘う弁護士
- デクスター 〜警察官は殺人鬼（トラビス・マーシャル〈コリン・ハンクス〉）
- デスパレートな妻たち
- テラノバ/Terra Nova
- TRUE DETECTIVE シーズン1（トマス・パパニア刑事〈トリー・キトルズ〉）
- トーチウッド 人類不滅の日（ニコラス）
- Dr.HOUSE
- トンイ（ケドラ〈ヨ・ヒョンス〉）
- ナース・ジャッキー
- PERSON of INTEREST 犯罪予知ユニット（カルヴィン・“キャル”・ビーチャー〈スターリング・K・ブラウン〉）
- ハリーズ・ロー 裏通り法律事務所（デミエン・ウィンズロー）
- HAWAII FIVE-0（エリック〈アンドリュー・ローレンス〉）
- HEROES REBORN/ヒーローズ・リボーン（ルーク・コリンズ〈ザッカリー・リーヴァイ〉）
- ビクトリアス
- フラッシュポイント -特殊機動隊SRU-（ルイス・ヤング）
- ヘンリー・アンド・ザ・ファミリー（マルコム）
- BONES
- ホワイトカラー シーズン3 #4（若いアイザック・ジェフリーズ〈ロバート・クリストファー・ライリー〉）
- ホワイトチャペル2 終わりなき殺意
- ジャック・リーチャー -正義のアウトロー-（ジャック・リーチャー〈アラン・リッチソン〉）
- Marvel ジェシカ・ジョーンズ（ウィル・シンプソン〈ウィル・トラヴァル〉）
- マターナル ～母なる医師たち～（ラーズ〈アレクサンダー・カリム〉）
- MAD MEN
- MANIFEST/マニフェスト（ジャレッド・バスケス〈J・R・ラミレス〉[38]）
- マペット大集合!（テイ・ディグス）
- THE MENTALIST/メンタリストの捜査ファイル
- ヤング・スーパーマン シーズン9（バスカット）
- 誘拐交渉人 裏切りの陰謀
- ライ・トゥ・ミー 嘘は真実を語る（ベン・レイノルズ〈メキ・ファイファー〉）
- ラコニア号 知られざる戦火の奇跡（ビリー）
- ラヴクラフトカントリー　恐怖の旅路（アティカス・フリーマン〈ジョナサン・メジャース〉[39]）
- ラブレイン
- リゾーリ&アイルズ2（スティーヴ）
- リンガー 〜2つの顔〜
- 恋愛マニュアル〜まだ結婚したい女（ナ・バンソク〈チェ・チョルホ〉）
- LAW & ORDER（ニック・ファルコ〈マイケル・インペリオリ〉）
- LAW&ORDER:クリミナル・インテント
- 6人の女 ワケアリなわたしたち（パブロ〈ジェレミー・クレドヴィル〉）
- LOST
- One Tree Hill

#### アニメ
- アーサー・クリスマスの大冒険
- アルティメット・スパイダーマン（ニック・フューリー、ウルフ・スパイダー）
- ウェイン&ラニー クリスマスを守れ!
- ヴォルトロン（シロー / タカシ・シロガネ）
- くもりときどきミートボール
- シュレック フォーエバー（ネイセイヤー）
- スター・ウォーズ/フォース・オブ・デスティニー（フィン）
- フィニアスとファーブ マーベル・ヒーロー大作戦（ニック・フューリー）
- 冬のソナタ（クロード）
- モンスター・ホテル（ガイコツの夫[40]）
- ヤング・ジャスティス
- 勇者ソー 〜アスガルドの伝説〜 ※ディズニーXD版
- LEGO スター・ウォーズ/サマー・バケーション（フィン）
- LEGO スター・ウォーズ/たたかえ!レジスタンス（フィン）
- LEGO スター・ウォーズ/ホリデー・スペシャル（フィン）

### 舞台
- スライス・オブ・ザ・サタデーナイト（エディ）
- 時の物置（新庄秀星）
- 萩家の三姉妹（神原鈴夫）
- 見よ、飛行機の高く飛べるを（中村英助）

### オーディオブック
- アツイ コトバ（2014年、朗読）
- デルトラ・クエスト（2014年、バルダ）
- 永遠の0（2016年、米水軍兵士）
- マチネの終わりに（2018年、リチャード）

### パチスロ
- ジャッカスチーム（ドゥーン）

### その他コンテンツ
- 東京ディズニーランドのアトラクション「スター・ツアーズ:ザ・アドベンチャーズ・コンティニュー」（フィン〈ジョン・ボイエガ〉）

### シリーズ一覧
1. ↑  『バトルスピリッツ ソードアイズ』（2012年 - 2013年）、『バトルスピリッツ ソードアイズ激闘伝』（2013年）
2. ↑  第3期『烏野高校 VS 白鳥沢学園高校』（2016年）、第4期『TO THE TOP』第1クール（2020年）
3. ↑  『アレスの天秤』（2018年）、続編『オリオンの刻印』（2018年 - 2019年）
4. ↑  第1シーズン（2020年）、第2シーズン（2021年）
5. ↑  『映画 おしりたんてい カレーなる じけん』（2019年）、
『映画 おしりたんてい テントウムシいせきの なぞ』（2020年）、
『映画 おしりたんてい スフーレ島のひみつ』（2021年）、
『映画おしりたんてい シリアーティ』（2022年）[17]
『映画おしりたんてい さらば愛しき相棒（おしり）よ』（2024年）[18]
『映画おしりたんてい スター・アンド・ムーン』（2025年）[19]